# Monocelis hyalina
Monocelis hyalina är en plattmaskart som beskrevs av Beneden 1861. Monocelis hyalina ingår i släktet Monocelis och familjen Monocelididae. Inga underarter finns listade i Catalogue of Life.